# Edizioni musicali El' & Chris
La Edizioni musicali El' & Chris è stata una casa editrice musicale italiana, nota per essere stata quella che ha lanciato le prime canzoni di Lucio Battisti.

## Storia
Fondata nel 1965 da Christine Leroux con la denominazione Edizioni musicali Les Copains nell'anno successivo con l'ingresso in società di Elio Borroni e della Editoriale Campi cambiò la denominazione prendendo spunto dalle iniziali dei due soci (Elio e Christine).
Il logo scelto dall'azienda era un disco in vinile suddiviso a metà con il nome dell'azienda bianco in campo nero, EL' and, e rosso in campo bianco, Chris.
La Leroux ebbe modo di ascoltare un provino realizzato da Lucio Battisti, lo mise sotto contratto e gli fece conoscere Mogol.
Nel 1968 Borroni, in collaborazione con Don Backy fuoriuscito dal Clan Celentano fondò la casa discografica Amico, ottenendo che anche Don Backy firmasse un contratto editoriale con la El' & Chris.
Il contratto con Battisti termina nel marzo 1970.
Nel 1971 l'azienda chiude e il repertorio editoriale viene rilevato dalla CAM - Creazioni Artistiche Musicali, che tuttora ne detiene i diritti.

## Le principali canzoni pubblicate dalla El' & Chris
| Anno | Titolo                      | Autori del testo | Autori della musica       | Principali esecutori            |
| ---- | --------------------------- | ---------------- | ------------------------- | ------------------------------- |
| 1965 | Se rimani con me            | Lucio Battisti   | Lucio Battisti            | Dik Dik                         |
| 1966 | Per una lira                | Mogol            | Lucio Battisti            | I Ribelli                       |
| 1966 | Dolce di giorno             | Mogol            | Lucio Battisti            | Dik Dik                         |
| 1967 | Non prego per me            | Mogol            | Lucio Battisti            | Mino Reitano e The Hollies      |
| 1967 | 29 settembre                | Mogol            | Lucio Battisti            | Equipe 84                       |
| 1967 | Nel cuore, nell'anima       | Mogol            | Lucio Battisti            | Equipe 84                       |
| 1967 | Guardo te e vedo mio figlio | Mogol            | Lucio Battisti            | Dik Dik                         |
| 1967 | Non è Francesca             | Mogol            | Lucio Battisti            | I Balordi                       |
| 1968 | Canzone                     | Don Backy        | Don Backy e Detto Mariano | Adriano Celentano e Milva       |
| 1968 | La farfalla impazzita       | Mogol            | Lucio Battisti            | Paul Anka e Johnny Dorelli      |
| 1968 | Casa bianca                 | Don Backy        | Don Backy e Detto Mariano | Ornella Vanoni e Marisa Sannia  |
| 1968 | Balla Linda                 | Mogol            | Lucio Battisti            | Lucio Battisti                  |
| 1968 | Un sorriso                  | Don Backy        | Don Backy e Detto Mariano | Milva                           |
| 1968 | Il paradiso                 | Mogol            | Lucio Battisti            | Ambra Borelli                   |
| 1969 | Un'avventura                | Mogol            | Lucio Battisti            | Lucio Battisti e Wilson Pickett |